# 15396 Howardmoore
15396 Howardmoore eller 1997 UG2 är en asteroid i huvudbältet som upptäcktes den 24 oktober 1997 av den italiensk-amerikanske astronomen Paul G. Comba vid Prescott-observatoriet. Den är uppkallad efter amatörastronomen Howard Moore.
Asteroiden har en diameter på ungefär 5 kilometer.